# Plectranthinae
Plectranthinae är en undertribus till tribus Ocimeae inom familjen kransblommiga växter.

### Tryckta referenser
- Suddee, S., Paton, A.J. & Parnell, J.A.N.  2004. "A taxonomic revision of tribe Ocimeae Dumort. (Lamiaceae) in continental South East Asia II. Plectranthinae". Kew Bulletin 59 (3).